# Jean-Claude Killy
Jean-Claude Killy (* 30. August 1943 in Saint-Cloud) ist ein ehemaliger französischer Skirennläufer. Er dominierte Ende der 1960er Jahre den alpinen Skirennsport und gewann drei olympische Goldmedaillen, sechs Weltmeistertitel sowie zweimal die Gesamtwertung des Skiweltcups.
Anschließend war er als Werbeträger, Autorennfahrer, Filmschauspieler und Unternehmer tätig. Seit den 1980er Jahren tritt Killy vor allem als Sportfunktionär in Erscheinung. Er war Co-Präsident des Organisationskomitees der Olympischen Winterspiele 1992 und Direktor der Tour de France. Von 1995 bis 2014 war er ordentliches Mitglied des Internationalen Olympischen Komitees (IOC) und ist seitdem Ehrenmitglied.
1999 wurde er zu Frankreichs Sportler des Jahrhunderts gewählt. Die Piste Oreiller-Killy in Val-d’Isère ist nach Killy und dessen Landsmann Henri Oreiller benannt. Am 19. November 1999 wurde er bei der von Ex-Skispringer Hubert Neuper in der Wiener Staatsoper organisierten „Weltsportlerwahl des Jahrhunderts“ mit dem «World Sports Award» als bester Skifahrer geehrt (Annemarie Moser-Pröll erhielt diese Auszeichnung als beste Skifahrerin).

## Biografie

### Skisportkarriere
Killy wurde in Saint-Cloud geboren, einem Vorort von Paris. Während des Zweiten Weltkriegs war sein Vater Robert Killy, ein Elsässer mit irischen Vorfahren, Jagdflieger der Royal Air Force. 1946 zog die Familie in den Wintersportort Val-d’Isère, wo die Eltern einen Sportartikelladen eröffneten. Als Dreijähriger erlernte Killy das Skifahren, sein erstes Rennen bestritt er im Alter von elf Jahren. 1950 ließen sich die Eltern scheiden, woraufhin der Vater ihn nach Chamonix in ein Internat schickte. Nach dem Schulabschluss arbeitete er als Zollbeamter und fuhr jeweils im Winterhalbjahr Rennen.
1960 wurde Killy in die Nationalmannschaft aufgenommen. Er konnte an den Weltmeisterschaften 1962 in Chamonix nicht teilnehmen, da er aufgrund einer Gelbfieber-Infektion, die er sich während des Militärdienstes in Algerien zugezogen hatte, geschwächt war und sich darüber hinaus zu Beginn der Saison einen Knöchel gebrochen hatte. Erster bedeutender Erfolg war 1964 der Sieg beim Arlberg-Kandahar-Riesenslalom in Garmisch-Partenkirchen. Bei den Olympischen Winterspielen 1964 in Innsbruck konnte Killy den hohen Erwartungen nicht gerecht werden und wurde nur Fünfter des Riesenslaloms. Mit den Siegen im Slalom und in der Kombination des Hahnenkammrennens 1965 in Kitzbühel etablierte er sich aber endgültig in der Weltspitze.
Nach mehreren Erfolgen in der Saison 1965/66 galt Killy als großer Favorit für die Weltmeisterschaften 1966, der bisher einzigen in der südlichen Hemisphäre: Im August 1966 gewann er in der chilenischen Wintersportregion Portillo die Weltmeistertitel in der Abfahrt und in der Kombination, hinzu kam ein fünfter Platz im Riesenslalom. Die Weltcupsaison 1967, die erste der Geschichte, beherrschte Killy fast nach Belieben. Er siegte in allen fünf Abfahrten, in vier von fünf Riesenslaloms und in drei von sieben Slaloms. Mit 225 Punkten gewann er überlegen die Gesamtwertung und hatte damit einen Vorsprung von 111 Punkten auf Heini Messner (nicht gewertet wurden 121 Punkte als Streichresultate – gleich zwei Abfahrtssiege und einer im Riesenslalom); ebenso entschied er alle drei Disziplinenwertungen für sich. Er ist damit bisher der einzige, dem es gelang, in einer Saison sowohl den Gesamtweltcup als auch alle Einzeldisziplinen zu gewinnen. Ähnlich erfolgreich verlief die Weltcupsaison 1968. Zwar konnte Killy neben den drei Siegen bei den Olympischen Winterspielen in Grenoble, die damals auch für den Weltcup gewertet wurden, lediglich drei weitere reine Weltcup-Rennen gewinnen, doch entschied er wiederum die Gesamtwertung und die Riesenslalom-Disziplinenwertung für sich.
Killy blieb mit seinen 18 Weltcupsiegen (inkl. der drei Siege bei den Olympischen Spielen 1968, die auch zum Weltcup zählten) bis 29. Dezember 2016 der erfolgreichste französische Mann im Weltcup; Alexis Pinturault konnte mit dem Sieg in der Super-Kombination in Santa Caterina auf ihn aufschließen und ihn kurze Zeit danach (Sieg im Riesenslalom in Adelboden am 7. Januar 2017) überholen.

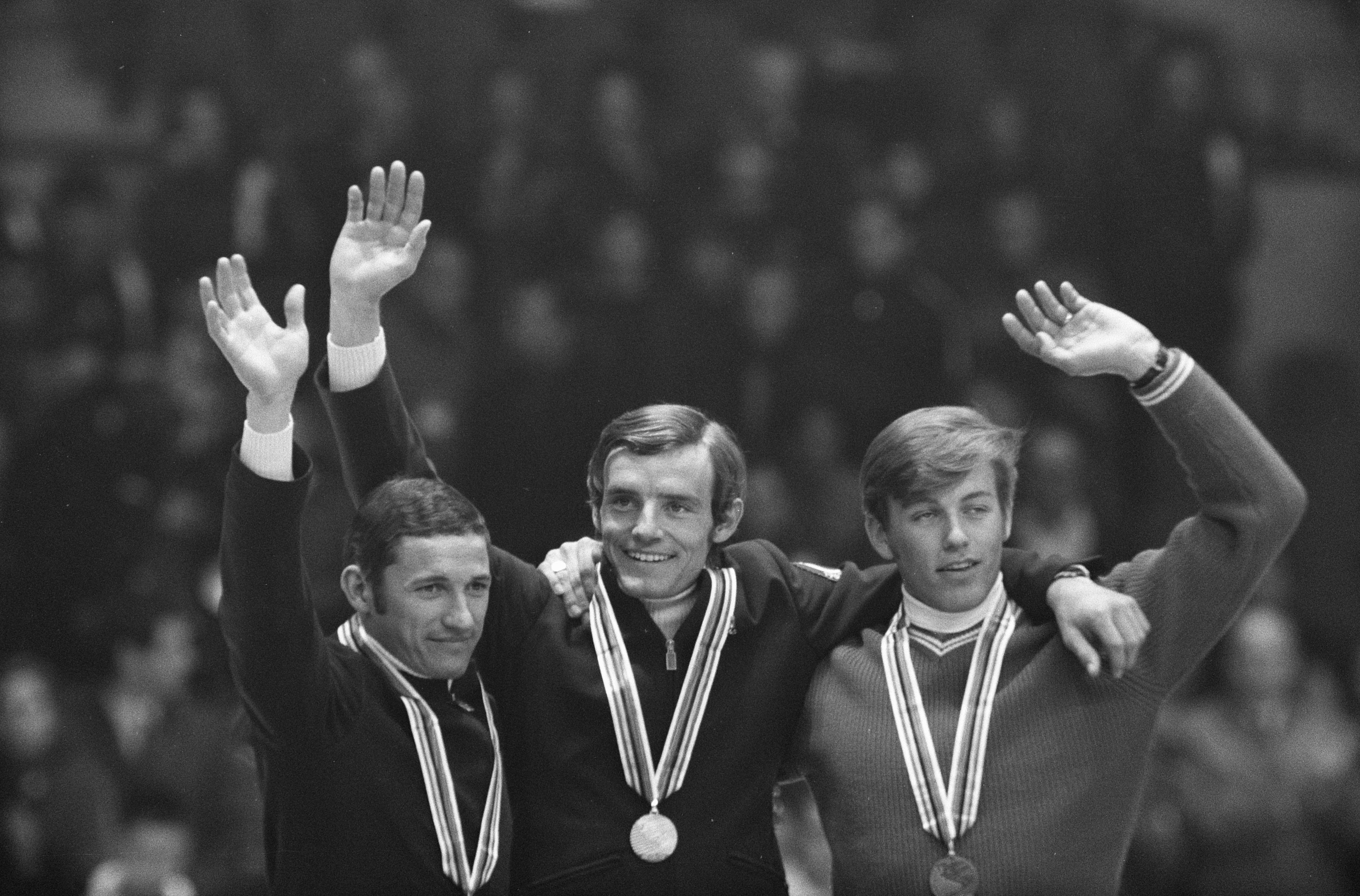
Jean-Claude Killy (Mitte) in Grenoble 1968, mit Guy Périllat (links) und Jean-Daniel Dätwyler (rechts)

Höhepunkt seiner Karriere waren jedoch die Olympischen Winterspiele 1968 in Grenoble. Als zweitem Skirennläufer nach Toni Sailer gelang es Killy, in allen drei damals ausgetragenen Disziplinen die Goldmedaille zu gewinnen. In der Abfahrt siegte Killy mit lediglich acht Hundertstelsekunden Vorsprung, während er im Riesenslalom seine Konkurrenten um mehr als zwei Sekunden distanzierte. Der Sieg im Slalom war kontrovers: Im dichten Nebel waren Håkon Mjøen und Karl Schranz schneller gewesen, doch hatten beide (vorerst unbemerkt) ein Tor ausgelassen. Schranz durfte zudem seinen Lauf wiederholen, da er von einem die Strecke überquerenden Pistenarbeiter behindert worden war. Dabei erzielte er die Bestzeit. Mehrere Stunden später wurde jedoch Killy zum Sieger erklärt, da die Jury entschied, der Torfehler von Schranz wäre schon vor diesem Zwischenfall passiert. Um sich trotz des anfänglichen Durcheinanders medienwirksam mit drei Goldmedaillen präsentieren zu können, hatte sich Killy eine Medaille von Marielle Goitschel ausgeliehen. Daraufhin drohte ein schwedischer Funktionär, ihn wegen „Verstoßes gegen den Amateurismus“ zu disqualifizieren, was aber letztlich ausblieb. Nun hatte auch Frankreich, so wie Österreich mit Toni Sailer 1956 in Cortina d’Ampezzo, einen Skirennfahrer, der alle drei olympischen Disziplinen samt den damit verbundenen Weltmeisterschaftstiteln und die Weltmeisterschaft in der (nichtolympischen) Kombination gewinnen konnte. 1967 und 1968 wurde er von der Sportzeitung L’Équipe zu Frankreichs Sportler des Jahres („Champion des champions“) gewählt und war auch Europas Sportler des Jahres. In den Jahren 1965 und 1967 wurde er von der Internationalen Vereinigung der Ski-Journalisten (AIJS) mit dem Skieur d’Or ausgezeichnet.

### Vermarktung der Erfolge
Bereits 1965 gab der Journalist und Weltcup-Mitbegründer Serge Lang ihm den Spitznamen „King Killy“, der vor allem von englischsprachigen Printmedien aufgegriffen wurde. Mark McCormack, Gründer des damals noch wenig bekannten Marketingunternehmens International Management Group, hatte noch vor den Olympischen Winterspielen 1968 einen Plan ausgearbeitet, um Killys Erfolge zu kapitalisieren. Der Vertrag, der wegen der strengen Amateurbestimmungen geheim gehalten worden war, trat kurz nach den Spielen in Kraft, als Killy seine Sportkarriere beendete. In Europa und vor allem in den USA hatte Killy zahlreiche gut bezahlte Werbeverträge, unter anderem mit Chevrolet, United Airlines, Head, Rolex, Evian, Moët et Chandon und Coca-Cola. Er präsentierte sich in zwei Fernsehshows: In The Killy Style stellte er verschiedene Wintersportorte vor und in The Killy Challenge trat er gegen andere Prominente zu Skirennen im Handicap-Format an.

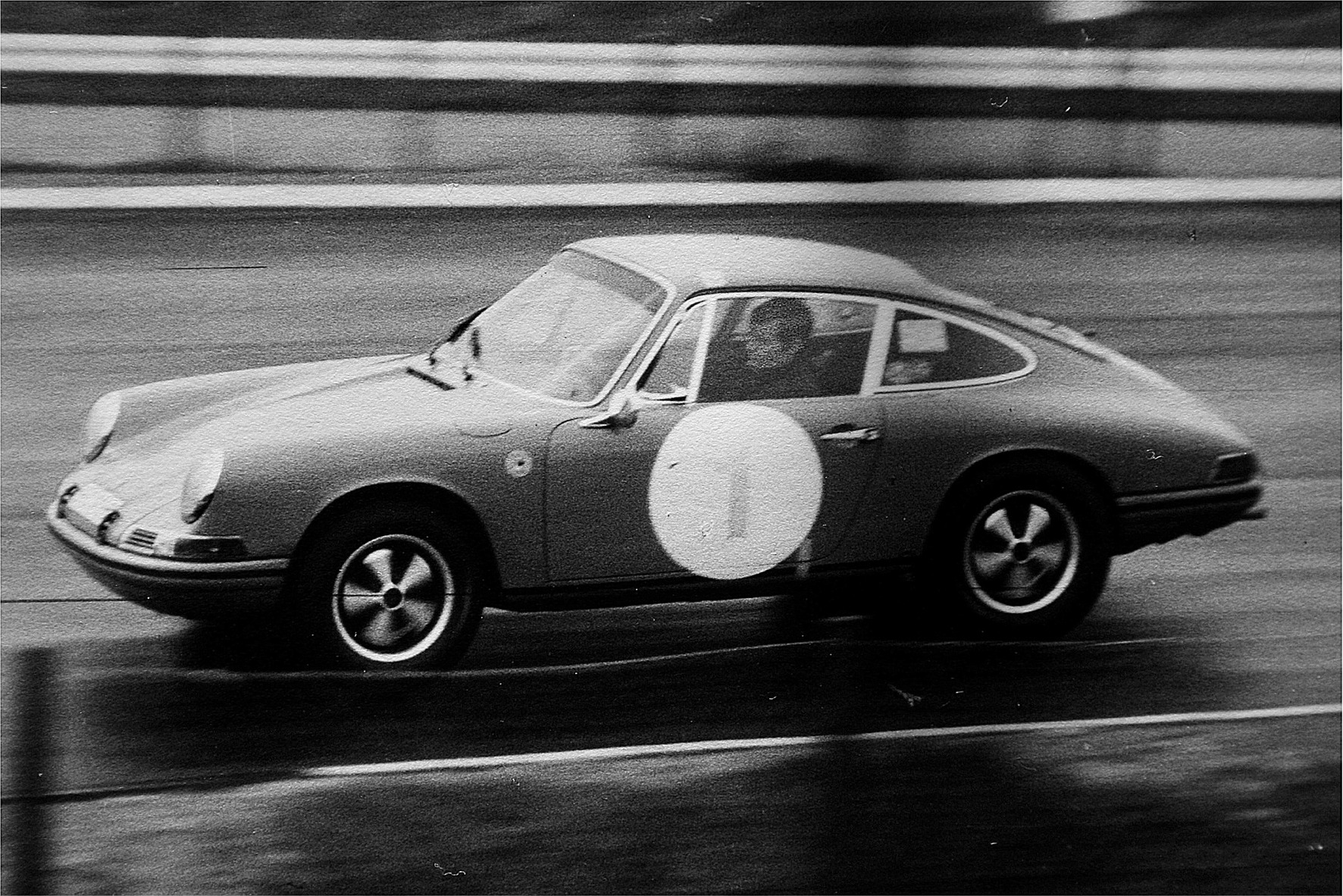
Vor dem offiziellen Training zum 1000-km-Rennen 1968 erkundet Killy die Strecke

Schon während seiner Skikarriere hatte sich Killy auch im Automobilsport versucht. Im Sommer 1967 nahm er an der Targa Florio, einem legendären Langstreckenrennen in Sizilien, teil und gewann mit einem Porsche 911 T das Rennen in der GT-Kategorie. 1968 ging er zusammen mit Jean Guichet beim 1000-km-Rennen auf dem Nürburgring an den Start (26. Gesamtrang, 3. Platz in der GT-Klasse bis 2 Liter). Mit Bob Wollek beteiligte er sich 1969 am 24-Stunden-Rennen von Le Mans, erreichte das Ziel aber nicht. Im November 1972 kehrte Killy für eine Wintersaison zum Skirennsport zurück, als er das Angebot erhielt, eine zwölf Rennen umfassende Profi-Serie in Nordamerika zu bestreiten. Er gewann auch diese Veranstaltung, erhielt dafür hohe Siegprämien und wurde zum Profi-Weltmeister erkoren.
Killy lernte die Schauspielerin Danielle Gaubert kennen. Gemeinsam spielten sie im 1972 veröffentlichten Film Snow Job (dt.: „Bankraub am Monte Rosa“) ein Bankräuberpaar. Der Film erhielt schlechte Kritiken und erwies sich als Flop. Das Paar ließ sich in der Schweiz in der Nähe von Genf nieder und heiratete 1973. Aus der Ehe ging eine Tochter hervor, außerdem adoptierte Killy zwei Söhne aus Gauberts erster Ehe. Killy gründete das Unternehmen Veleda-Killy, das Skibekleidung herstellte und später von Rossignol übernommen wurde. 1983 spielte er sich selbst im Film Copper Mountain (mit Jim Carrey in der Hauptrolle).

### Sportfunktionär
1977 begann Killy eine neue Karriere als Sportfunktionär und wurde in das Alpine Exekutivkomitee des internationalen Skiverbandes FIS aufgenommen, dem er bis 1994 angehörte. Zusammen mit seinem Freund Michel Barnier entwickelte Killy Ende 1981 die Idee, dem Département Savoie mit der Ausrichtung Olympischer Spiele zu einem wirtschaftlichen Aufschwung zu verhelfen. Im Januar 1983 gaben sie offiziell die Kandidatur der Stadt Albertville für die Olympischen Winterspiele 1992 bekannt. Das Vorhaben schien zunächst gefährdet, da sich Paris schon für die Sommerspiele 1992 bewarb. Als letztere jedoch an Barcelona vergeben wurden, hatte Albertville wieder weitaus bessere Erfolgschancen und erhielt im Oktober 1986 den Zuschlag.
Killy und Barnier führten das am 24. Februar 1987 gegründete Organisationskomitee als Co-Präsidenten an. Nach nur dreizehn Tagen trat Killy jedoch zurück, da verschiedene Gemeindebehörden ihm vorgeworfen hatten, er würde seine Heimatgemeinde Val-d’Isère bei der Zuteilung von Investitionen übermäßig bevorzugen. Acht Monate später starb seine Ehefrau Danielle Gaubert an Krebs. François Mitterrand und Juan Antonio Samaranch baten Killy, seine Entscheidung zu überdenken, woraufhin dieser am 30. März 1988 das Amt des Co-Präsidenten wieder übernahm. Die Veranstaltung erwies sich in sportlicher und wirtschaftlicher Hinsicht als Erfolg. Auf heftige Kritik stießen jedoch sowohl die großen Entfernungen zwischen den einzelnen Austragungsorten als auch schwerwiegende Eingriffe in die Natur.
Ebenfalls 1992 schlossen sich Val-d’Isère und Tignes zum Wintersportgebiet Espace Killy zusammen. Nach der Abwicklung des olympischen Organisationskomitees war Killy von 1993 bis 2001 Präsident des Sportmarketingunternehmens Amaury Sport Organisation. In dieser Funktion war er für die Organisation zahlreicher bedeutender Sportanlässe verantwortlich, zu denen mehrere Radrennen, der Paris-Marathon und die Rallye Dakar gehören. Von 1994 bis 2000 war er zusammen mit Jean-Marie Leblanc Co-Direktor der Tour de France. 1999 wählte ihn die Vereinigung der französischen Sportjournalisten zu Frankreichs „Sportler des Jahrhunderts“.
Das Internationale Olympische Komitee (IOC) wählte Killy 1995 als Mitglied. Für das IOC nahm er verschiedene Aufgaben wahr. Er war Vizevorsitzender des Koordinationskomitees der Winterspiele 2002 in Salt Lake City (1996–2002) und Vorsitzender des Koordinationskomitees der Winterspiele 2006 in Turin (2000–2006). Von 2007 an war er Hauptverantwortlicher für die Koordination der Winterspiele 2014 in Sotschi.
Killy setzte sich mit großem persönlichen Engagement für die Kandidatur von Paris für die Sommerspiele 2012 ein, die aber knapp der Bewerbung Londons unterlag. Im Juni 2007 legte er sein Amt als OK-Präsident der Skiweltmeisterschaften 2009 in Val-d’Isère nieder, um gegen die mangelnde Unterstützung der Politik und den schleppenden Fortschritt beim Bau eines neuen Medienzentrums zu protestieren. Er betreute die erfolglose Kandidatur der Stadt Nizza für die Olympischen Winterspiele 2018. Annecy setzte sich aber intern gegen Grenoble, Nizza und Pelvoux durch (um letztlich bei der Vergabe der Spiele gegen Pyeongchang zu unterliegen).
Nach den Winterspielen 2014 trat er als Mitglied des IOC zurück.

## Sportliche Erfolge

### Skisport

#### Olympische Spiele
- Innsbruck 1964: 5. Riesenslalom
- Grenoble 1968: 1. Abfahrt, 1. Riesenslalom, 1. Slalom

#### Weltmeisterschaften
Anmerkung: Bis 1980 zählten die Rennen bei Olympischen Spielen auch als Weltmeisterschaftsläufe.
- Innsbruck 1964: 5. Riesenslalom
- Portillo 1966: 1. Abfahrt, 1. Kombination, 5. Riesenslalom
- Grenoble 1968: 1. Abfahrt, 1. Riesenslalom, 1. Slalom, 1. Kombination

#### Weltcupwertungen
| Saison | Gesamt | Gesamt | Abfahrt | Abfahrt | Riesenslalom | Riesenslalom | Slalom | Slalom |
| Saison | Platz  | Punkte | Platz   | Punkte  | Platz        | Punkte       | Platz  | Punkte |
| ------ | ------ | ------ | ------- | ------- | ------------ | ------------ | ------ | ------ |
| 1967   | 1.     | 225    | 1.      | 75      | 1.           | 75           | 1.     | 75     |
| 1968   | 1.     | 200    | 2.      | 60      | 1.           | 75           | 2.     | 65     |

#### Weltcupsiege
| Datum            | Ort          | Land       | Disziplin    |
| ---------------- | ------------ | ---------- | ------------ |
| 9. Januar 1967   | Adelboden    | Schweiz    | Riesenslalom |
| 14. Januar 1967  | Wengen       | Schweiz    | Abfahrt      |
| 15. Januar 1967  | Wengen       | Schweiz    | Slalom       |
| 21. Januar 1967  | Kitzbühel    | Österreich | Abfahrt      |
| 22. Januar 1967  | Kitzbühel    | Österreich | Slalom       |
| 27. Januar 1967  | Megève       | Frankreich | Abfahrt      |
| 3. März 1967     | Sestriere    | Italien    | Abfahrt      |
| 10. März 1967    | Franconia    | USA        | Abfahrt      |
| 11. März 1967    | Franconia    | USA        | Slalom       |
| 12. März 1967    | Franconia    | USA        | Riesenslalom |
| 19. März 1967    | Vail         | USA        | Riesenslalom |
| 25. März 1967    | Jackson Hole | USA        | Riesenslalom |
| 8. Januar 1968   | Adelboden    | Schweiz    | Riesenslalom |
| 9. Februar 1968  | Grenoble *   | Frankreich | Abfahrt      |
| 12. Februar 1968 | Grenoble *   | Frankreich | Riesenslalom |
| 17. Februar 1968 | Grenoble *   | Frankreich | Slalom       |
| 10. März 1968    | Méribel      | Frankreich | Riesenslalom |
| 29. März 1968    | Rossland     | Kanada     | Slalom       |

* 1968 zählten die Ergebnisse der olympischen Rennen auch für den Weltcup

#### Bedeutende Siege in der Vor-Weltcup-Ära
- Hahnenkammrennen
  - Slalom (1965, 1966)
  - Kombination (1965)
- Arlberg-Kandahar-Rennen
  - Riesenslalom (1964 in Garmisch-Partenkirchen)
  - Slalom (1966 in Mürren)
  - Kombination (1966 in Mürren)

#### Weitere Erfolge
- sechs französische Meistertitel (Abfahrt 1966, Riesenslalom 1964 und 1967, Slalom 1964, Kombination 1963 und 1964)
- Profi-Weltmeister 1972/73[14]

### Motorsport

#### Le-Mans-Ergebnisse
| Jahr | Team                           | Fahrzeug    | Teamkollege | Platzierung | Ausfallgrund |
| ---- | ------------------------------ | ----------- | ----------- | ----------- | ------------ |
| 1969 | Société Automobiles des Alpine | Alpine A210 | Bob Wollek  | Ausfall     | Stoßdämpfer  |

#### Einzelergebnisse in der Sportwagen-Weltmeisterschaft
| Saison | Team    | Rennwagen   | 1   | 2   | 3   | 4   | 5   | 6   | 7   | 8   | 9   | 10  | 11  | 12  | 13  | 14  |
| ------ | ------- | ----------- | --- | --- | --- | --- | --- | --- | --- | --- | --- | --- | --- | --- | --- | --- |
| 1967   | Porsche | Porsche 911 | DAY | SEB | MON | SPA | TAR | NÜR | LEM | HOK | MUG | BRH | CCE | ZEL | OVI | NÜR |
| 1967   | Porsche | Porsche 911 |     | 7   |     |     |     |     |     |     |     |     |     |     |     |     |
| 1968   | Porsche | Porsche 911 | DAY | SEB | BRH | MON | TAR | NÜR | SPA | WAT | ZEL | LEM |     |     |     |     |
| 1968   | Porsche | Porsche 911 |     |     |     | 10  |     | 26  |     |     |     |     |     |     |     |     |
| 1969   | Alpine  | Alpine A210 | DAY | SEB | BRH | MON | TAR | SPA | NÜR | LEM | WAT | ZEL |     |     |     |     |
| 1969   | Alpine  | Alpine A210 |     |     |     |     | DNF |     |     |     |     |     |     |     |     |     |

## Auszeichnungen
- 1965 und 1967: Skieur d’Or
- 1967 und 1968: Französischer Sportler des Jahres
- 1967 und 1968: Europas Sportler des Jahres
- 1999: Französischer Sportler des Jahrhunderts

## Quelle
- Jean-Claude Killy in: Internationales Sportarchiv 20/2003 vom 5. Mai 2003, im Munzinger-Archiv (Artikelanfang frei abrufbar)